# Inoussa Chabi Zimé
Inoussa Chabi Zimé né le 26 octobre 1971 à parakou, au Bénin est un homme politique béninois et maire de la commune de Parakou en remplacement d'AboubaKar Yaya. Il est élu le jeudi 13 août 2020 lors des élections municipales de 2020, sur la liste du parti du Bloc Républicain.  

## Biographie
Inoussa Chabi Zimé est né le 26 octobre 1971 à parakou. Il a fait ses études secondaires au Lycée Mathieu Bouké de Parakou,  à l’Université d’Abomey-Calavi puis à l'université de Parakou. Il est enseignant du secondaire, professeur certifié et a été directeur de Collège. il a notamment enseigné à ses débuts à l'école primaire publique de Wokodorou de 1997 à 1999. Il part ensuite au collège d'enseignement général de Guèma pour y enseigner les sciences naturelles. Dans ce collège, il gravit les étapes en passant du poste de chargé de discipline à celui de surveillant. Le nouveau maire de la cité des Kobourou est également journaliste à la Station de radio Deeman FM. Après la démission de Assouma Yagui de la direction de cette radio, Inoussa Chabi Zimé en devint le directeur. Il va à son tour démissionner de la direction de Deeman Fm dans la perspective de se consacrer exclusivement à l’enseignement. Ainsi, il est nommé directeur du Ceg Guessou-Sud, puis celui de Guessou-Ban. Avant d'être élu au poste de Maire, Inoussa Chabi ZIME, était Chef service enseignement secondaire technique et de la formation professionnelle  à la DDESTFP du Borgou,,.    

### Carrière
Inoussa Chabi Zimé est élu le jeudi 13 août 2020 à la suite de l'invalidation d'un siège électif du parti politique béninois Forces Cauris pour un Bénin émergent (FCBE) dans la commune de Parakou le jeudi 16 juillet 2020 à Porto-Novo. La perte de ce siège fragilise le parti et entraîne l'éviction d'AboubaKar Yaya qui perd de fait la majorité,,,,.

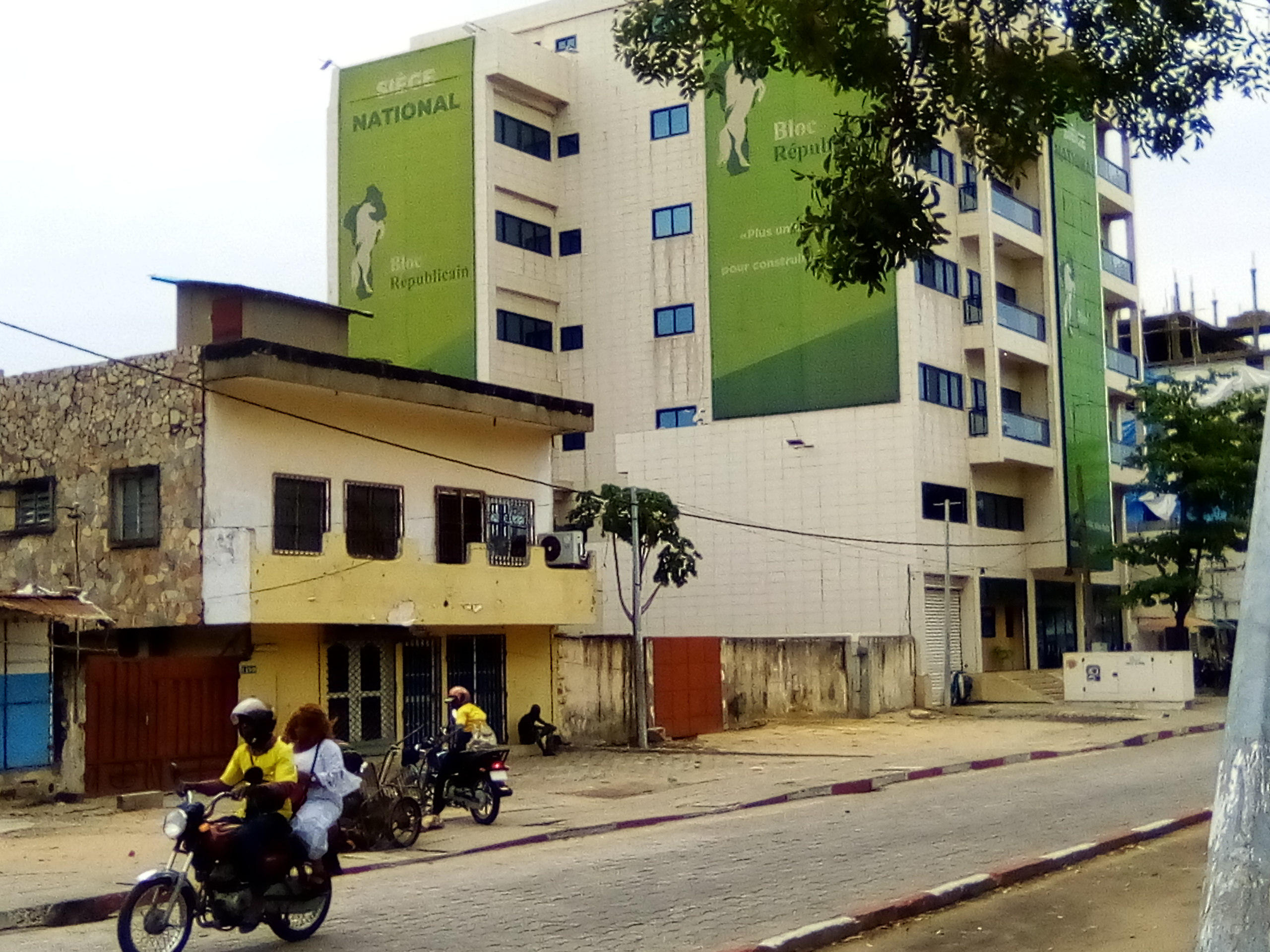
Siège national du bloc républicain au Bénin